# Кустовая насосная станция
Кустовая насосная станция (сокр. КНС) — технологическая часть системы сбора нефти и газа на промыслах и их последующей транспортировки.
Оборудование КНС сообщает нефти и газу дополнительный напор, необходимый для их транспортирования через системы сбора и подготовки в направлении высоконапорных участков.
КНС обычно содержат несколько параллельно включённых насосных агрегатов, задвижки на входах насосных агрегатов, а также на их выходе общий коллектор с гребёнкой, от которой отходят водоводы к нагнетательным скважинам.
Также используются кустовые насосные станции для поддержания пластового давления путём закачки воды в пласт.